# Bengt Strömgren
Bengt Georg Daniel Strömgren (Göteborg, 21 januari 1908 - Kopenhagen, 4 juli 1987) was een Deens astronoom en astrofysicus.

## Biografie
Hij was de zoon van Hedvig Lidforss en Elis Strömgren, hoogleraar astronomie aan de Universiteit van Kopenhagen en directeur van het observatorium van de universiteit.
In het landhuis van zijn vader groeide hij op tussen wetenschappers, assistenten, astronomische waarnemers en gasten. Zijn middelbare studies voltooide hij in 1925 en reeds twee jaar later behaalde hij een universitaire graad in astronomie en atoomfysica. In december 1929 (21 jaar oud) promoveerde hij.
Hij deed veel ervaring op bij zijn studie van theoretische fysica aan het nabijgelegen instituut van Niels Bohr. Zo groeide het idee om het nieuwe theoretische kader van de kwantumfysica te gaan toepassen in de ruimte en te onderzoeken hoe kwantummechanica de processen in de sterren kon verklaren of voorspellen.
Al in 1925 solliciteerde hij naar een plaats als universitair assistent, die hij niet kreeg. Vragen over eventueel nepotisme waren daar mogelijk niet vreemd aan. In 1926 kreeg hij de functie dan toch: hij was eenvoudigweg de beste, of zijn vader nu zijn werkgever was of niet.
In 1936 trok hij 18 maanden naar de Universiteit van Chicago op uitnodiging van Otto Struve, een belangrijke periode voor de jonge wetenschapper. Hij keerde terug naar Denemarken en volgde zijn vader op als hoogleraar in 1940. Tijdens de Duitse bezetting startte hij de bouw op van een nieuw observatorium, het Brorfelde Observatorium. Na de Tweede Wereldoorlog had hij het moeilijk met de gebrekkige financiering van het project ook binnen het kader van een stagnerende economie in Denemarken. Daardoor trok hij in 1951 weer naar de Verenigde Staten waar hij directeur werd van het Yerkes Observatorium en het McDonald Observatorium.
In 1957 werd hij de eerste hoogleraar in de astrofysica aan het Institute for Advanced Study in Princeton. Hij bleef er met zijn familie tot 1967 en keerde toen terug naar Denemarken. Bengt Strömgren was van 1970 tot 1973 president van de Internationale Astronomische Unie. Hij overleed in 1987.

## Naar hem genoemd
- De Strömgrensferen, de bolvormige ruimte waarin gas rond een hete ster geioniseerd wordt
- Strömgren-fotometrie, een vierkleuren fotometrisch systeem
- De Strömgen-integraal, een integraal die gebruikt wordt bij de berekening van de opaciteit van steratmosferen
- (1846) Bengt, een planetoïde. De planetoïde (1493) Sigrid is naar zijn vrouw vernoemd.